# Joseph-Hilarion-Mathieu de Lordoné d'Esparron
Joseph-Hilarion-Mathieu de Lordoné d’Esparon (1757-1790), conseiller au parlement de Provence sous Louis XVI, s’est opposé à la réorganisation de l'appareil judiciaire au commencement de la Révolution.

## Biographie
Joseph de Lordoné d’Esparon est né le 21 septembre 1757, à Aix-en-Provence, paroisse du Saint-Esprit. Il est le fils de Louis-François-Antoine Honoré (alias Louis-Antoine), Conseiller en la Chambre des Comptes, Aides et Finances de Provence (12-12-1750), seigneur d’Esparron-de-Pallières, et de Madeleine-Thérèse Allègre. Il épousa à Aix-en-Provence, le 25 septembre 1785, Françoise-Pauline de Bonnety, fille de François, trésorier du corps de la noblesse de Provence, et de Madeleine de Rancurel.
Il fut reçu le 21 mars 1781 Conseiller au Parlement de Provence, en la charge de Jean-Joseph de Laugier Beaurecueil. 
Le sort de Lordonné a probablement basculé le 24 mars 1790 quand l’Assemblée nationale décréta la réformation générale de l’ordre judiciaire. On l’envoya à Paris deux jours plus tard, avec Arbaud de Jouques, rendre compte aux ministres de la situation de la Provence et des évènements du 25 mars et du 26 mars à Aix ; aussi fut-il soupçonné d’incriminer en haut lieu Caraman, Mirabeau et le tiers état. 
On ne connait pas les circonstances de sa mort survenue en septembre 1790, deux semaines après le décret de suppression des Parlements du 6 septembre 1790, et une semaine avant le fameux  discours de Pascalis.
Il fut enseveli à Aix-en-Provence au cimetière du Saint-Esprit le 22 septembre 1790.